# 루벤 소사
루벤 소사 아르사이스(스페인어: Rubén Sosa Arzaiz, 1966년 4월 25일, 우루과이 몬테비데오 ~ )는 우루과이의 전 축구 선수이다.
선수 시절은 스페인, 이탈리아, 독일 등 여러 유럽 국가에서 활약하였으며, 우루과이 축구 국가대표팀으로도 1990년 FIFA 월드컵에 출전한 바 있다.